# La Salle-et-Chapelle-Aubry
La Salle-et-Chapelle-Aubry är en kommun i departementet Maine-et-Loire i regionen Pays de la Loire i nordvästra Frankrike. Kommunen ligger i kantonen Montrevault som tillhör arrondissementet Cholet. År 2018 hade La Salle-et-Chapelle-Aubry 1 320 invånare.

## Befolkningsutveckling
Antalet invånare i kommunen La Salle-et-Chapelle-Aubry
| Referens: INSEE |